# Sevak Khanagyan
Sevak Khanagyan (em arménio: Սևակ Խանաղյան, em língua russa: Севак Ханагян; Metsavan, República Socialista Soviética da Arménia, 28 de julho de 1987) é um cantor e compositor russo-arménio. Participou na quarta edição do talent show The Voice of Russia e venceu a sétima edição do X-Factor Ukraine. Irá a Arménia, no Festival Eurovisão da Canção em 2018.

## Discografia

### Singles
| Ano  | Obra               | Álbum     |
| ---- | ------------------ | --------- |
| 2015 | "Kogda my s toboj" | Sem álbum |
| 2016 | "Hayrenik"         | Sem álbum |
| 2016 | "Hin fayton"       | Sem álbum |
| 2017 | "Ne molči"         | Sem álbum |
| 2017 | "Im tvatsin"       | Sem álbum |
| 2017 | "Novogodnjaja"     | Sem álbum |
| 2017 | "Esli vdrug"       | Sem álbum |
| 2018 | "Qami"             | Sem álbum |